# Svenska Mästerskapet
La Svenska Mästerskapet era un torneo de copa de fútbol a nivel de clubes que se jugaba en Suecia entre finales del siglo XIX e inicios del siglo XX.

## Historia
La copa se disputó por primera vez en el año 1896 y decidía al campeón de fútbol de Suecia, con la curiosidad que todos los partidos se jugaban en las ciudades de Gotemburgo y Estocolmo como algo similar a un Mundial de Fútbol.
Por varios años solo participaron equipos de Estocolmo y Gotemburgo y los ganadores de la copa eran comparados como los ganadores de la Allsvenskan, la primera liga de fútbol organizada en el país en el año 1924, por lo que la copa desaparece en el año 1925.

## Ediciones anteriores
| Año  | Campeón            | Finalista           |
| ---- | ------------------ | ------------------- |
| 1896 | Örgryte IS (1)     | IS Idrottens Vänner |
| 1897 | Örgryte IS (2)     | Örgryte IS 2        |
| 1898 | Örgryte IS (3)     | AIK                 |
| 1899 | Örgryte IS (4)     | Göteborgs FF        |
| 1900 | AIK (1)            | Örgryte IS          |
| 1901 | AIK (2)            | Örgryte IS 2        |
| 1902 | Örgryte IS (5)     | Jönköpings AIF      |
| 1903 | Göteborgs IF (1)   | Göteborgs FF        |
| 1904 | Örgryte IS (6)     | Djurgårdens IF      |
| 1905 | Örgryte IS (7)     | IFK Stockholm       |
| 1906 | Örgryte IS (8)     | Djurgårdens IF      |
| 1907 | Örgryte IS (9)     | IFK Uppsala         |
| 1908 | IFK Göteborg (1)   | IFK Uppsala         |
| 1909 | Örgryte IS (10)    | Djurgårdens IF      |
| 1910 | IFK Göteborg (2)   | Djurgårdens IF      |
| 1911 | AIK (3)            | IFK Uppsala         |
| 1912 | Djurgårdens IF (1) | Örgryte IS          |
| 1913 | Örgryte IS (11)    | Djurgårdens IF      |
| 1914 | AIK (4)            | Helsingborgs IF     |
| 1915 | Djurgårdens IF (2) | Örgryte IS          |
| 1916 | AIK (5)            | Djurgårdens IF      |
| 1917 | Djurgårdens IF (3) | AIK                 |
| 1918 | IFK Göteborg (3)   | Helsingborgs IF     |
| 1919 | GAIS (1)           | Djurgårdens IF      |
| 1920 | Djurgårdens IF (4) | IK Sleipner         |
| 1921 | IFK Eskilstuna (1) | IK Sleipner         |
| 1922 | GAIS (2)           | Hammarby IF         |
| 1923 | AIK (6)            | IFK Eskilstuna      |
| 1924 | Fässbergs IF (1)   | IK Sirius           |
| 1925 | Brynäs IF (1)      | BK Derby            |

## Títulos por Equipo
| Títulos | Club           |
| ------- | -------------- |
| 11      | Örgryte IS     |
| 6       | AIK            |
| 4       | Djurgårdens IF |
| 3       | IFK Göteborg   |
| 2       | GAIS           |
| 1       | Brynäs IF      |
| 1       | IFK Eskilstuna |
| 1       | Fässbergs IF   |
| 1       | Göteborgs IF   |